# Zuständigkeitskette
Die Zuständigkeitskette (englisch chain of responsibility) ist ein in der Softwareentwicklung eingesetztes Entwurfsmuster. Es gehört zur Kategorie der Verhaltensmuster (englisch behavioral design patterns) und wird für Algorithmen verwendet. Dabei dient es der Entkopplung des Auslösers einer Anfrage mit seinem Empfänger. Das Muster ist eines der sogenannten GoF-Muster (siehe Viererbande, Gang of Four).

## Verwendung
Mehrere Objekte werden hintereinander geschaltet (miteinander verkettet), um gemeinsam eine eingehende Anfrage bearbeiten zu können. Diese Anfrage wird an der Kette entlang geleitet, bis eines der Objekte die Anfrage beantworten kann. Der Klient, von dem die Anfrage ausgeht, hat dabei keine Kenntnis darüber, von welchem Objekt die Anfrage beantwortet werden wird.

## Akteure
Bei einer Zuständigkeitskette spielen drei Akteure eine Rolle:
- Bearbeiter, der ein Interface für die Anfragen definiert
- konkreter Bearbeiter, der alle Anfragen bearbeitet, für die er selbst zuständig ist und alle anderen Anfragen an das nächste Kettenglied (den nächsten Bearbeiter) weiterleitet
- Klient, der die Anfrage an irgendeinem konkreten Bearbeiter initiiert.

## Vor- und Nachteile
Ein Vorteil ist, dass der Klient den tatsächlich zuständigen Bearbeiter nicht kennen muss. Selbst die Kettenglieder müssen nur ihren direkten Nachfolger und nicht den Gesamt-Aufbau der Kette kennen. Dies führt zu einer geringeren Kopplung. Außerdem kann die Zuständigkeit von Objekten für bestimmte Anfragen verändert werden, ohne dass potenzielle Klienten davon in Kenntnis gesetzt werden müssen.
Es gibt auf der anderen Seite keine Garantie, dass die Anfrage tatsächlich bearbeitet wird. Wenn das letzte Glied der Kette eine Anfrage erhält, für die es ebenfalls nicht zuständig ist, wird die Anfrage nach obigem Muster verworfen. Dies muss durch eine entsprechende Fallbehandlung abgefangen werden.
Es muss sichergestellt werden, dass jeder Bearbeiter in der Kette nur einmal vorkommt, sonst entstehen Kreise und das Programm bleibt in einer Endlosschleife hängen.

## Beispiel
Diese C++11 Implementierung basiert auf der vor C++98 Implementierung im Buch Entwurfsmuster.
```
#include
 
<iostream>

#include
 
<memory>

typedef
 
int
 
Thema
;

constexpr
 
Thema
 
KEIN_HILFE_THEMA
 
=
 
-1
;

// definiert eine Schnittstelle zur Bearbeitung von Anfragen.

class
 
HilfeBearbeiter
 
{
 
// Bearbeiter

public
:

  
HilfeBearbeiter
(
HilfeBearbeiter
*
 
h
 
=
 
nullptr
,
 
Thema
 
t
 
=
 
KEIN_HILFE_THEMA
)

    
:
 
nachfolger
(
h
),
 
thema
(
t
)
 
{}

  
virtual
 
bool
 
hatHilfe
()
 
{

    
return
 
thema
 
!=
 
KEIN_HILFE_THEMA
;

  
}

  
virtual
 
void
 
setBearbeiter
(
HilfeBearbeiter
*
,
 
Thema
)
 
{}

  
virtual
 
void
 
bearbeiteHilfe
()
 
{

    
std
::
cout
 
<<
 
"HilfeBearbeiter::bearbeiteHilfe
\n
"
;

    
// (optional) implementiert eine Verbindung zum Nachfolgeobjekt.

    
if
 
(
nachfolger
 
!=
 
nullptr
)
 
{

      
nachfolger
->
bearbeiteHilfe
();

    
}

  
}

  
virtual
 
~
HilfeBearbeiter
()
 
=
 
default
;

  
HilfeBearbeiter
(
const
 
HilfeBearbeiter
&
)
 
=
 
delete
;
 
// Dreierregel

  
HilfeBearbeiter
&
 
operator
=
(
const
 
HilfeBearbeiter
&
)
 
=
 
delete
;

private
:

  
HilfeBearbeiter
*
 
nachfolger
;

  
Thema
 
thema
;

};

class
 
Widget
 
:
 
public
 
HilfeBearbeiter
 
{

public
:

  
Widget
(
const
 
Widget
&
)
 
=
 
delete
;
 
// Dreierregel

  
Widget
&
 
operator
=
(
const
 
Widget
&
)
 
=
 
delete
;

protected
:

  
Widget
(
Widget
*
 
w
,
 
Thema
 
t
 
=
 
KEIN_HILFE_THEMA
)
 

    
:
 
HilfeBearbeiter
(
w
,
 
t
),
 
elternObjekt
(
nullptr
)
 
{

    
elternObjekt
 
=
 
w
;

  
}

private
:

  
Widget
*
 
elternObjekt
;

};

class
 
Button
 
:
 
public
 
Widget
 
{
 
// KonkreterBearbeiter

public
:

  
Button
(
std
::
shared_ptr
<
Widget
>
 
h
,
 
Thema
 
t
 
=
 
KEIN_HILFE_THEMA
)
 
:
 
Widget
(
h
.
get
(),
 
t
)
 
{}

  
virtual
 
void
 
bearbeiteHilfe
()
 
{

    
// wenn der KonkreteBearbeiter die Anfrage bearbeiten kann, tut er es auch; andernfalls leitet er die Anfrage an das Nachfolgeobjekt weiter.

    
std
::
cout
 
<<
 
"Button::bearbeiteHilfe
\n
"
;

    
if
 
(
hatHilfe
())
 
{

      
// arbeitet genau die Anfrage ab, für die er zuständig ist.

    
}
 
else
 
{
      

      
// kann auf seinen Nachfolger zugreifen.

      
HilfeBearbeiter
::
bearbeiteHilfe
();

    
}

  
}

};

class
 
Dialog
 
:
 
public
 
Widget
 
{
 
// KonkreterBearbeiter

public
:

  
Dialog
(
std
::
shared_ptr
<
HilfeBearbeiter
>
 
h
,
 
Thema
 
t
 
=
 
KEIN_HILFE_THEMA
)
 
:
 
Widget
(
nullptr
)
 
{

    
setBearbeiter
(
h
.
get
(),
 
t
);

  
}

  
virtual
 
void
 
bearbeiteHilfe
()
 
{

    
std
::
cout
 
<<
 
"Dialog::bearbeiteHilfe
\n
"
;

    
if
(
hatHilfe
())
 
{

      
// biete Hilfsinformationen für den Dialog an

    
}
 
else
 
{

      
HilfeBearbeiter
::
bearbeiteHilfe
();

    
}

  
}

};

class
 
Anwendung
 
:
 
public
 
HilfeBearbeiter
 
{

public
:

  
Anwendung
(
Thema
 
t
)
 
:
 
HilfeBearbeiter
(
nullptr
,
 
t
)
 
{}

  
virtual
 
void
 
bearbeiteHilfe
()
 
{

    
std
::
cout
 
<<
 
"Anwendung::bearbeiteHilfe
\n
"
;

    
// zeige eine Liste von Hilfsthemen an

  
}

};

int
 
main
()
 
{

  
constexpr
 
Thema
 
DRUCKE_THEMA
 
=
 
1
;

  
constexpr
 
Thema
 
PAPIER_ORIENTIERUNG_THEMA
 
=
 
2
;

  
constexpr
 
Thema
 
ANWENDUNG_THEMA
 
=
 
3
;

  
// Die Smart pointers verhindern Memory leaks.

  
std
::
shared_ptr
<
Anwendung
>
 
application
 
=
 
std
::
make_shared
<
Anwendung
>
(
ANWENDUNG_THEMA
);

  
std
::
shared_ptr
<
Dialog
>
 
dialog
 
=
 
std
::
make_shared
<
Dialog
>
(
application
,
 
DRUCKE_THEMA
);

  
std
::
shared_ptr
<
Button
>
 
button
 
=
 
std
::
make_shared
<
Button
>
(
dialog
,
 
PAPIER_ORIENTIERUNG_THEMA
);

  
button
->
bearbeiteHilfe
();

}

```

Die Programmausgabe ist:
```
Button
::
bearbeiteHilfe

```

## Verwandte Entwurfsmuster
Ein verwandtes Entwurfsmuster ist der Decorator: Vor oder nachdem eine Anfrage weitergeleitet wird, können zusätzliche Operationen erfolgen, wie zum Beispiel Gültigkeitsprüfungen. Außerdem ähnlich ist das Kompositum. Dabei wird die Anfrage so lange vom Child zum Parent weitergereicht, bis sie beantwortet wird oder kein weiteres Objekt folgt. Eine weitere Möglichkeit ergibt sich durch einen Iterator über Objekte mit Schablonenmethoden.